# Emek Rephaïm

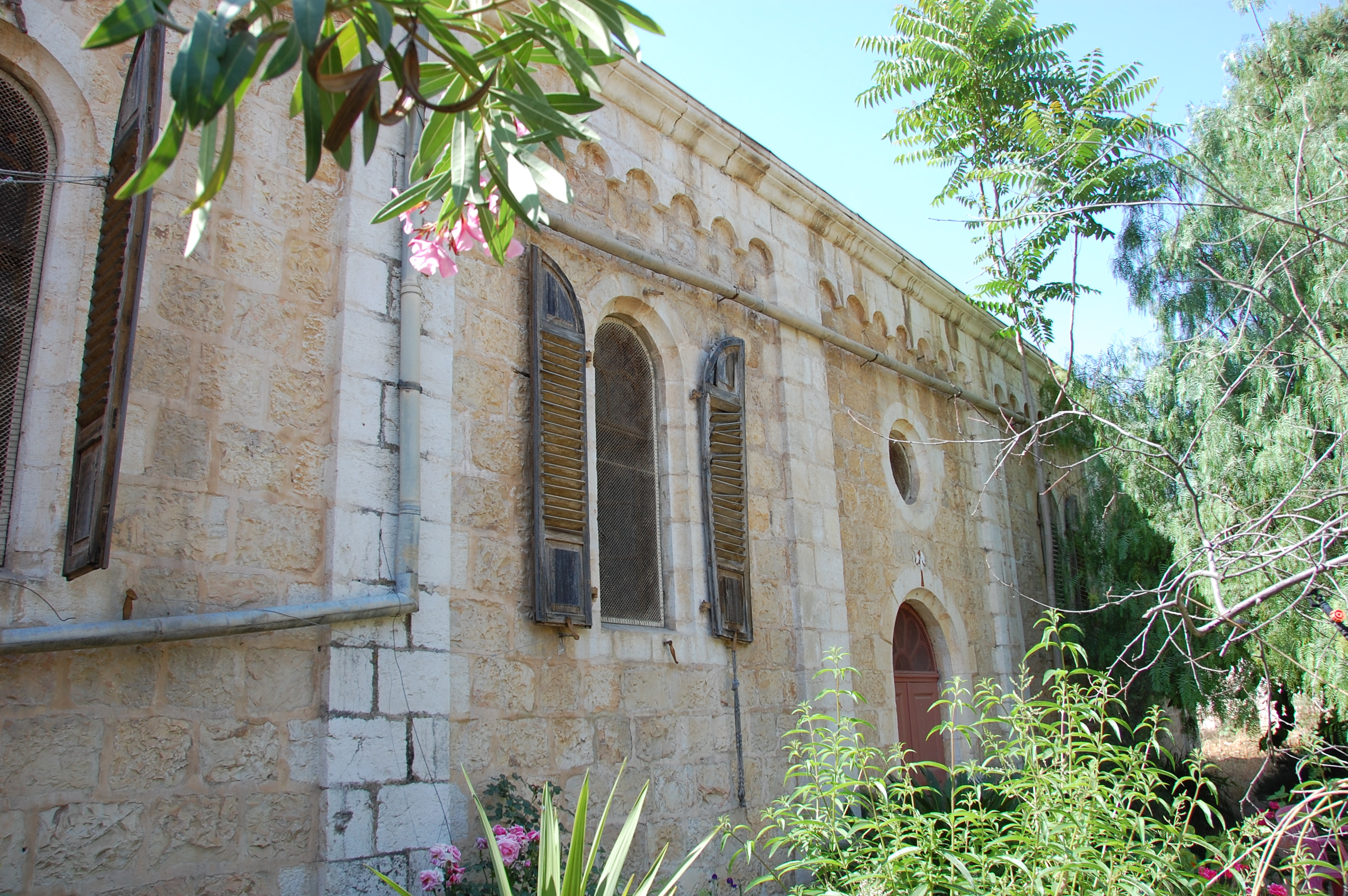
Maison ottomane

Emek Rephaïm est la rue principale  de l'ancienne colonie allemande, ou quartier allemand de Jérusalem.

## Origine du nom
Son nom provient de la « vallée des Géants » (Rephaïm en hébreu) de la Bible qui commence ici.

## Historique

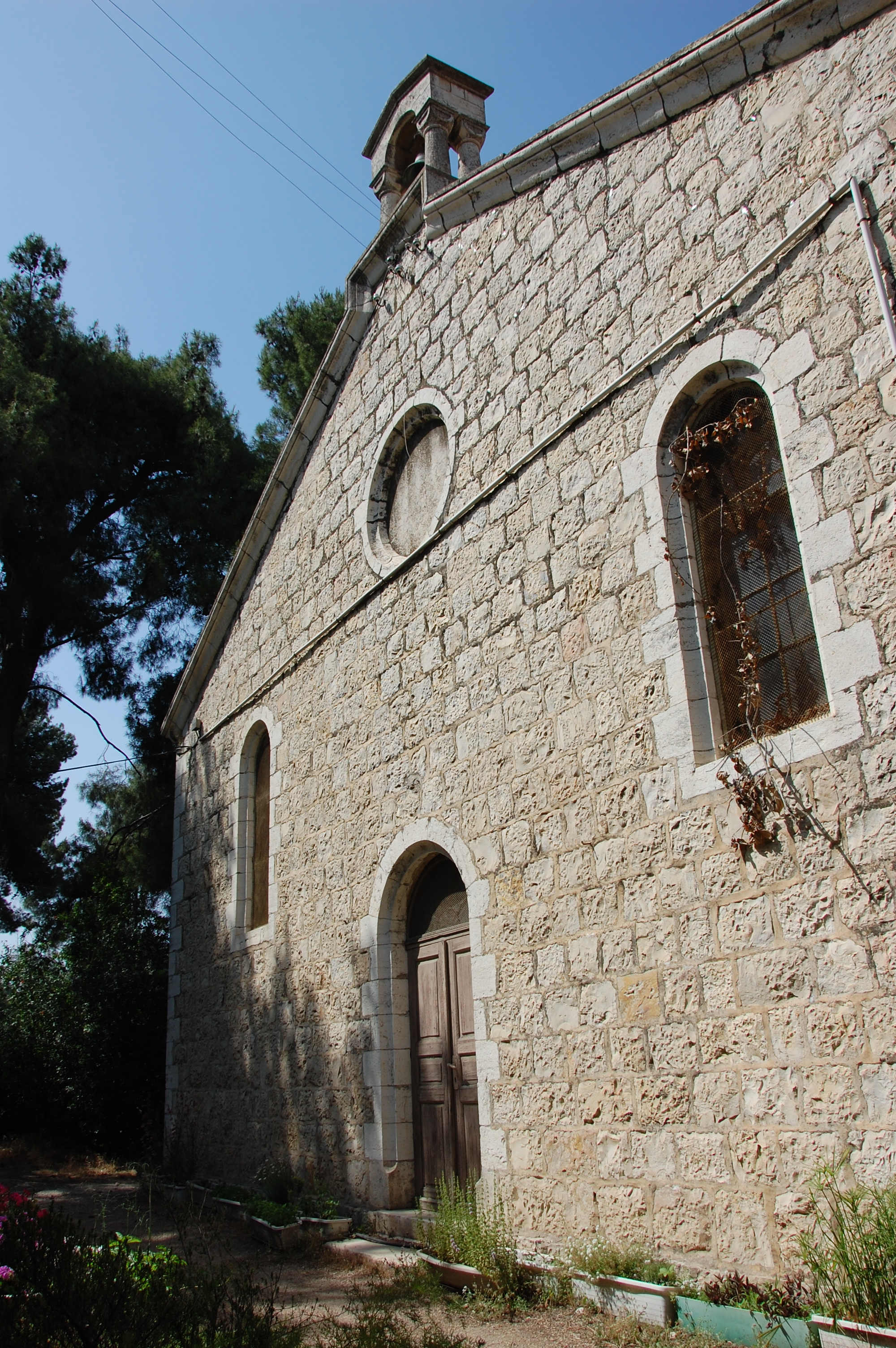
Porte d'une église arménienne

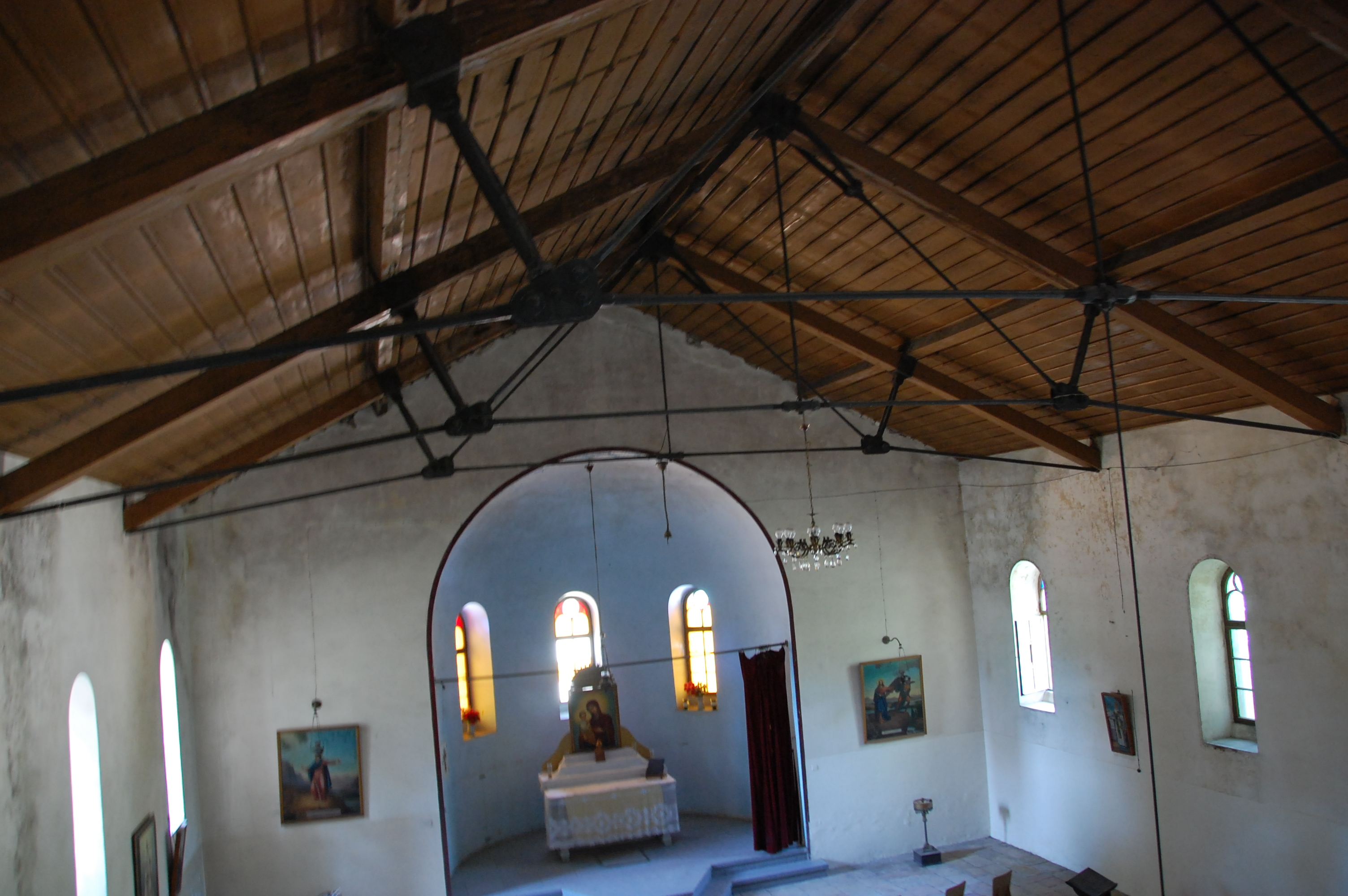
Intérieur de l'église

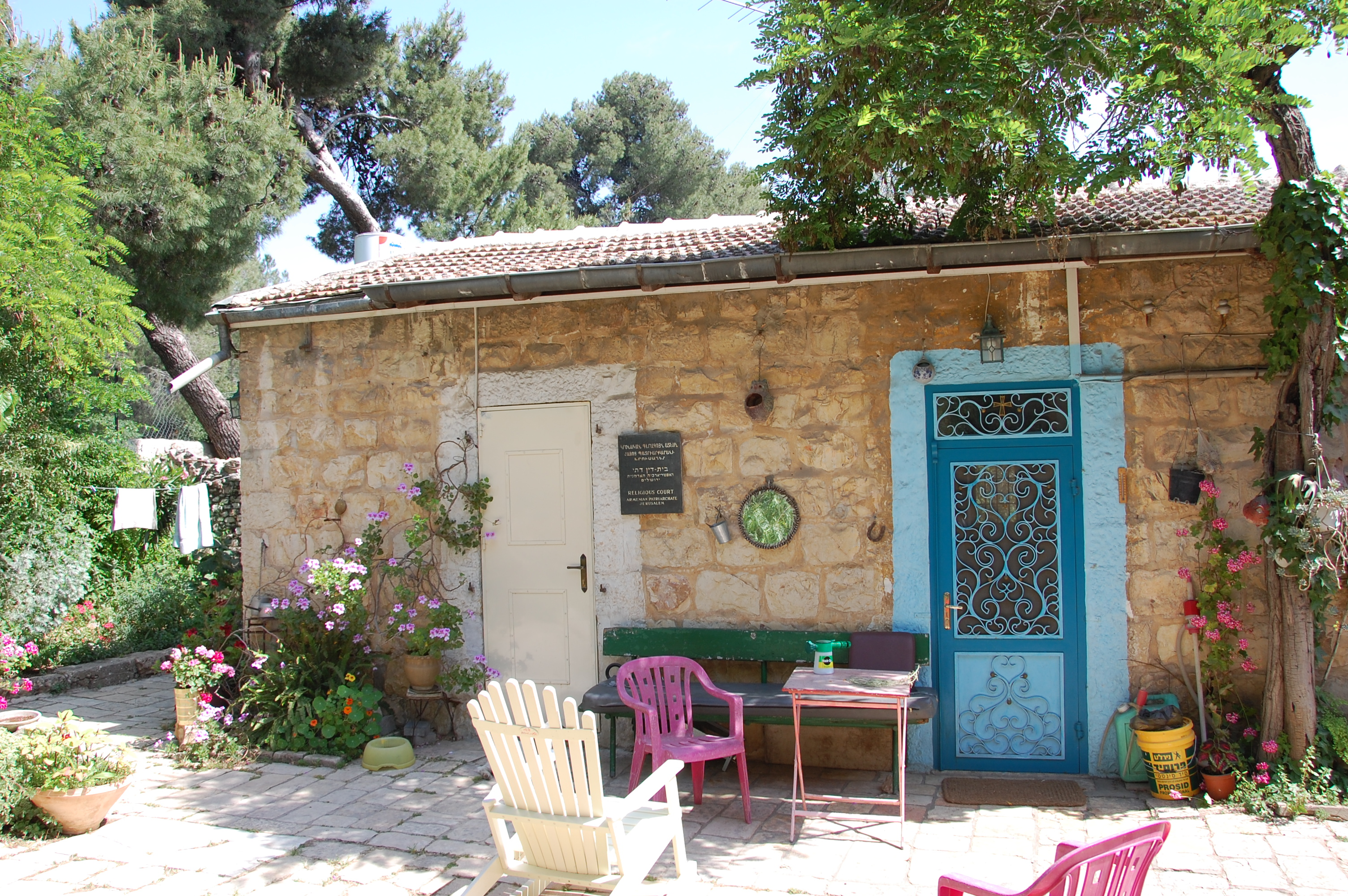
Maison appartenant au patriarcat arménien

L'endroit a été fondé par la Société des Templiers, société évangélique allemande, qui était propriétaire des terrains  vers 1880. On aperçoit encore des maisons avec des linteaux de porte comportant des inscriptions bibliques en allemand écrites en gothique.
Ces colons missionnaires sont expulsés au début de la Seconde Guerre mondiale en tant qu'ennemis de la nation britannique (la Palestine est alors sous le mandat britannique). Les maisons de la rue sont construites dans le style de leur Wurtemberg natal. D'autres maisons appartenaient à de riches familles arabes du temps de l'Empire ottoman et du mandat britannique, dont la plupart ont été expropriées après 1948. On remarque aussi des maisons couvertes de tuiles à l'arménienne.

## Bâtiments remarquables et lieux de mémoire
Un cinéma se trouvait à l'angle, le Régent, puis l'Orient. L'église écossaise St. Andrew's, construite en 1927, surplombe la vallée de la Géhenne.
La rue est aujourd'hui connue pour ses restaurants, ses cafés et ses boutiques.

## Source
- (en) Cet article est partiellement ou en totalité issu de l’article de Wikipédia en anglais intitulé « Emek Refaim » (voir la liste des auteurs).